# Volksstimme (Frankfurt am Main)

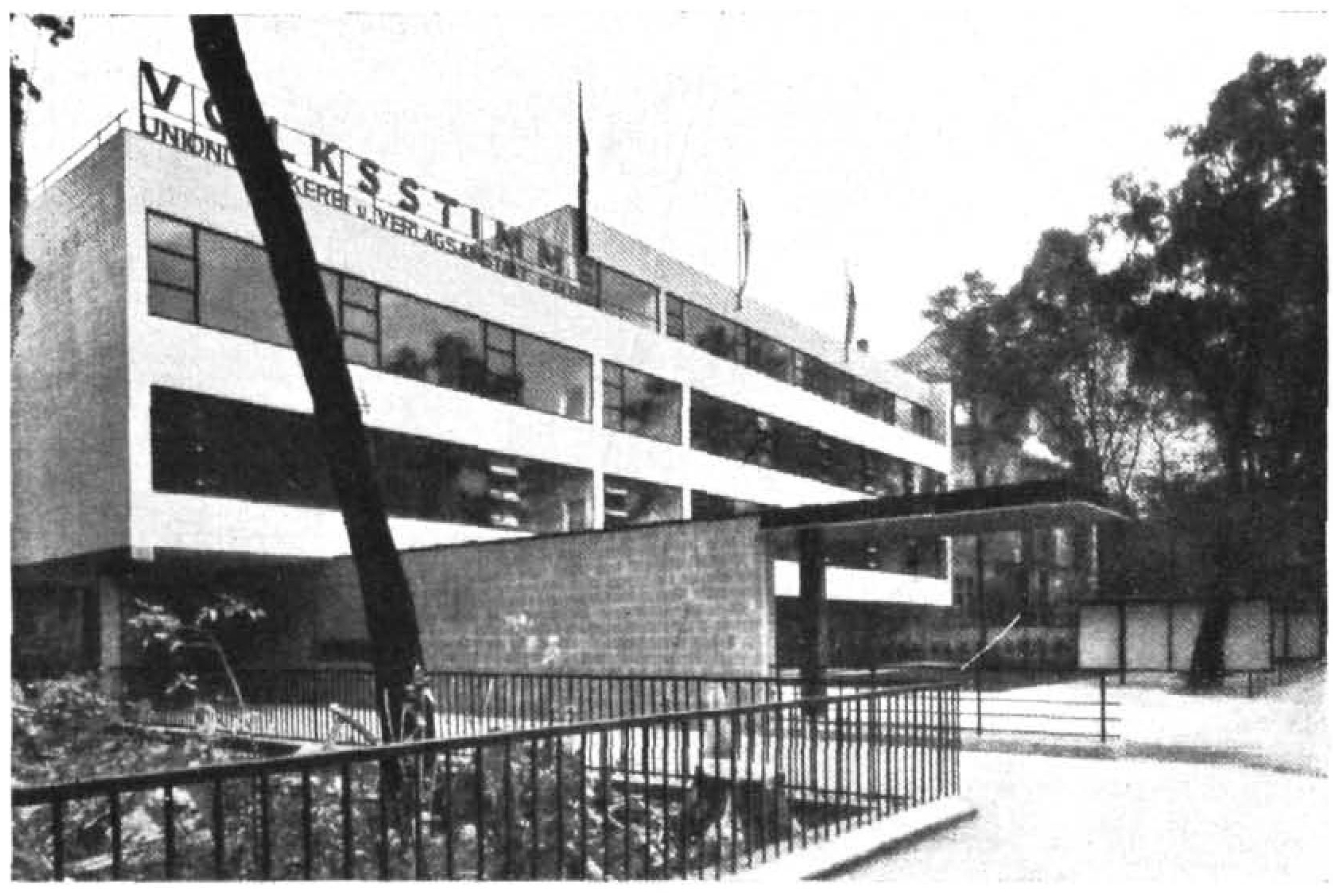
Ehemaliges Verwaltungsgebäude von 1929 in der Bockenheimer Landstraße

Volksstimme hieß eine einflussreiche sozialdemokratische Tageszeitung zunächst nur „für den Rhein- und Maingau, Wetterau und Taunus“, ab 1906 „für Südwestdeutschland“ die vom 25. Dezember 1889 (Probenummer) bzw. regulär vom 2. Januar 1890 bis zum 1. März 1933 in Frankfurt am Main erschien. Sie erreichte eine verkaufte Auflage von bis zu 70.000 Exemplaren (1919). Anfangs und auch später nochmals erschien sie vorübergehend unter dem Titel Frankfurter Volksstimme.

Titelseite eines von nur drei erhaltenen Exemplaren zum 1. Mai der Volksstimme (Frankfurt) aus den Jahren vor 1905.

## Geschichte
In Frankfurt am Main gab es schon in den 1870er Jahren zwei Versuche, eine sozialdemokratische Zeitung zu etablieren. Der 1875 von Wilhelm Blos herausgegebene Frankfurter Volksfreund scheiterte schon nach kurzer Zeit; der Volksfreund von Karl Frohme ein Jahr später fiel 1878 dem Gesetz gegen die gemeingefährlichen Bestrebungen der Sozialdemokratie zum Opfer.
Die Volksstimme in Frankfurt kam zunächst im Verlag und als Kopfblatt des SPD-eigenen Offenbacher Abendblattes heraus und erhielt ab 1. Mai 1890 einen eigenen Schriftleiter (Redakteur). Träger waren ab 1. Mai 1891 der eigens zu diesem Zweck gegründete Verlag der Volksstimme Maier & Co. und ab 13. März 1916 die ebenfalls parteieigene, Anfang 1900 gegründete Union-Druckerei- und Verlagsanstalt GmbH, beide Frankfurt am Main.
Die Tageszeitung erschien täglich außer sonntags. Die Probenummer kam in einer Auflage von 3 000 Stück heraus, 1894 hatte das Blatt etwa 6 000 Abnehmer, 1900 8 000, das war angesichts der starken Frankfurter bürgerlichen Konkurrenz eine hervorragende Zahl. 1914 lasen bis zu 45.000 Leser die Zeitung, 1918 bis zu 70.000 (mit Straßenverkauf), 1928 40.000 und 1931 wurden 24.000 Abonnenten gezählt. Die Zahlen vor 1929 sind allerdings unsicher, da sie aus unterschiedlichen Quellen stammen und nicht immer klar ist, ob die Zahl der Abonnenten mit oder ohne den Straßenverkauf gezählt wurde.
An die Zeit bis zum Ersten Weltkrieg erinnerte sich Volksstimme-Redakteur Wilhelm Zander:
„Die Redaktionsarbeit im preußisch-deutschen Obrigkeitsstaat war voller Risiken. Bis 1911 hatten es acht verantwortlich zeichnende Redakteure – Gustav Hoch, Georg Maier, Wilhelm Schmidt, Max Quarck, Otto Zielowski, Wilhelm Zander, Oscar Quint und Richard Wittrisch – auf zusammen drei Jahre und elf Monate Gefängnis gebracht. „Höchstbesteuerter“ war mit einundzwanzig Monaten der für Lokales verantwortliche Otto Zielowski. Selten ist einer von den verantwortlich zeichnenden Redakteuren ungerupft davongekommen, alle haben sie ihre staatsbürgerlichen Rechte in [der Haftanstalt] Preungesheim erworben. Dazu kamen mindestens 60 000 bis 70 000 Mark Geldstrafen und Gerichtskosten. Für kleinliche Dinge, die in anderen Gegenden überhaupt nicht verfolgt, oder höchstens mit geringen Geldbußen belegt wurden, gab es in Frankfurt immer Gefängnis- oder hohe Geldstrafen. In den einundzwanzig Jahren, von 1890 bis 1911, kamen auf jede Nummer der Volksstimme fünfeinhalb Stunden Gefängnis und fünfzehn Mark Geldstrafe und Gerichtskosten. Man wollte eben verurteilen; Gründe fanden sich immer.“ (Zitiert nach: Mit dem gedruckten Wort die Welt bewegen. Neunzig Jahre Union-Druckerei 1900–1990. Frankfurt 1990, 12.)

## Blütezeit der 1920er Jahre und Untergang im Nationalsozialismus
Mitte der 1920er Jahre ging es dem Verlag der Volksstimme hervorragend. Das Unternehmen war eine Großdruckerei geworden mit 220 Beschäftigten, zu denen noch 600 bis 700 Austrägerinnen kamen. 1929 entstand ein neues großes Verwaltungsgebäude in der Bockenheimer Landstraße 136–138, ein architektonisches Glanzstück im Stil des Neuen Bauens nach Plänen des Architekten Johann Wilhelm Lehr.
Mit dem Aufstieg der Nazis ging der Niedergang der sozialdemokratischen Presse einher. Lapidar heißt es in der Verlagsgeschichte: „Der Kampf um die Republik, den die Zeitung mit bemerkenswertem Mut führte, ging verloren. Zuvor schon dreimal befristet verboten, verstummte die Volksstimme mit ihrer Ausgabe vom 1. März 1933.“.
Der Versuch, das Unternehmen mit einer den Verhältnissen angepassten neuen Tageszeitung, der Mittags-Post, auf eine andere Grundlage zu stellen und damit auch die verbliebenen Arbeitsplätze zu sichern, scheiterte. Am 5. Mai 1933 besetzte bewaffnete SA Druckerei- und Verlagsgebäude. Fünf Tage später fuhr die Geheime Staatspolizei vor, beschlagnahmte das Grundstück, trieb das Personal auf die Straße und versiegelte die Türen.
Das Gebäude in der Bockenheimer Landstraße wurde im Zweiten Weltkrieg zerstört.

## Fundorte
Die Zeitung ist nur teilweise erhalten. Bis 1933 vielleicht noch vorhandenes Archivmaterial überlebte nur lückenhaft. So gelang es 1985 nicht, für den Band Die Maifeier im Spiegel der Frankfurter Volksstimme mehr als drei Titelseiten der Zeitung aus den Jahren vor 1906 aufzutreiben. Erst ab November 1905 blieb die Zeitung – wenn auch mit großen Lücken –, in geschlossenen Jahrgängen erhalten, vor allem durch einen 1953 in teilweise sehr schlechter Qualität verfilmten Bestand des Internationalen Instituts für Sozialgeschichte in Amsterdam, sowie einem geschlossenen Bestand für die Jahre 1920–1933 in Frankfurt, der allerdings aufgrund seines schlechten Zustandes selbst für das 1990 erschienene Jubiläumsbuch der Union-Druckerei nicht reproduziert werden konnte.
Es gibt deshalb zum Beispiel keinen Beweis dafür, dass etwa Samuel Spier Autor der Volksstimme gewesen sei, wie H. M. Hensel in seiner Biographie Samuel Spiers schreibt. Es existiert nur ein Bericht von Selmar Spier, einem entfernten Verwandten, dass sein Onkel Drohbriefe mit der Anrede „Sie elender Saujud…“ erhalten habe, obwohl gar nicht dieser, sondern ein anderer „Redakteur“ der linken Frankfurter Presse mit gleichem Familiennamen der damit gemeinte Autor gewesen sei. Allerdings sind im Hessischen Hauptstaatsarchiv Wiesbaden mehrere von Spitzeln angefertigte Ausschnitte der Volksstimme erhalten, in denen Samuel Spier erwähnt wird, und zwar im Zusammenhang mit seiner von der Obrigkeit argwöhnisch beobachteten Basisarbeit für die Frankfurter Genossenschaftsbewegung in den 1890er Jahren bis 1902.
Für die Zeit vor 1905 existieren nur sehr wenige Ausgaben und Fragmente der Zeitung in Privatbesitz. Die Union-Druckerei selbst besaß 1990 nur ein einziges Titelblatt des 1. Mai aus der Zeit vor 1906.
Beschreibung des farbigen Titelblattes der Volksstimme vom 1. Mai 1901:
Das abgedruckte Maigedicht endet mit den Versen:
Ihr Mammonsdiener, nun seid gewarnt,
Den Raubzug am Volk zu erneuern:
Ihr, die von schnöder Habgier umgarnt,
Das Brod uns, das Brod wollt vertheuern!
Seid gewarnt Ihr, die durch Schlachtenruhm
Die Völker in Ketten wollt schmieden;
Wir wollen kein neues Hunnenthum,
Nein, Menschenwohl, Freiheit und Frieden!
„Die Maiparole von 1901, ‹Gegen Brodwucher und Hunnenkurs›, war zutiefst antimilitaristisch und gegen die Politik Wilhelms II. gerichtet. Dieser hatte [in seiner ‚Hunnenrede‘] die Truppen, die 1900 zur Niedermetzelung der Chinesischen Unabhängigkeitsbewegung [von Europäern sogenannter ‹Boxeraufstand›] entsandt wurden, aufgefordert, sie sollten in China ‹wie die Hunnen haußen›. Kein Chinese solle es wagen, einen Europäer ‹scheel anzusehen›.
Die Sozialdemokraten waren – ähnlich der Haltung der SDAP-Führung beim Krieg gegen Frankreich 1870 – gegen diesen Imperialismus, dessen Auswirkung die kleinen Leute in Form höherer Steuern – ganz besonders bei Brot, Salz und Petroleum – spürten. Im Juni 1900 hatte der Reichstag gegen die Stimmen der Sozialdemokraten eine Flottenvorlage angenommen. Zur Finanzierung waren drastisch höhere Steuern, etwa auf Getreide und Salz, beschlossen worden.

## Persönlichkeiten
- Georg Maier (* 1863, † 1928), verantwortlicher Herausgeber, Inhaber des Verlags.
- Gustav Hoch, erster Redakteur 1890–1895, Monatsgehalt: 80 Reichsmark.
- Max Quarck 1896–1917 leitender Redakteur, prägte das Blatt maßgeblich, verließ die Zeitung wegen Meinungsverschiedenheiten über die redaktionelle Linie.
- Wilhelm Schmidt, 1891–1907 Redakteur.
- Hans Marckwald, Chefredakteur 1919–1930.
- Hermann Wendel, Feuilletonredakteur 1908–1913.
- Salomon Grumbach, Redakteur 1904–1907.
- Edmund Fischer, Redakteur 1892/93.
- Leopold Emmel, Politiker, Mitbegründer der Volksstimme 1889.
- Theodor Thomas, Angestellter der Volksstimme.
- Samuel Spier, vermutlich Autor der Volksstimme.
- Oscar Quint, Redakteur 1903–1932.
- Jakob Altmaier, Redakteur 1917–1919.
- Wilhelm Zander, Redakteur 1902–1931.
- Simon Katzenstein, Redakteur 1891.